# Hans Liwång
Hans Göran Liwång, född 9 oktober 1974 i Lidingö församling,är en svensk högskolelärare och forskare inom försvarssystem och marina system. Han är verksam vid Försvarshögskolan och Kungliga tekniska högskolan.

## Biografi
Hans Liwång disputerade vid Institutionen för sjöfart och marin teknik på Chalmers Tekniska Högskola i Göteborg 2015 med en doktorsavhandling om riskbaserade metoder för fartygs- och sjöfartsskydd. Han har även en civilingenjörsexamen från Kungliga tekniska högskolan i Stockholm.
Liwång arbetade tidigt i sin karriär vid Försvarets Materielverk med signaturanpassning av Korvett typ Visby, och har genom sin karriär varit affilierad till och bedrivit forskning vid Försvarshögskolan, Chalmers tekniska högskola och Kungliga tekniska högskolan. Han har författat flera vetenskapliga artiklar om utveckling av försvarsförmåga, relation mellan försvar och infrastruktur, hot- och riskhantering inom både sjöfart och militär verksamhet och hållbarhet. Hans publicering har (2025) enligt Scopus över 150 citeringar och ett h-index på 6.
Liwång har också verkat som talare och expert frågor som berör hot och risker i relation till teknikområden såsom sjöfart, infrastruktur och drönare.